# Lady Stardust
Lady Stardust é uma canção composta por David Bowie lançada no álbum The Rise and Fall of Ziggy Stardust and the Spiders from Mars de 1972. Co-produzido por Ken Scott, Bowie gravou com sua banda de apoio The Spiders from Mars - composta por Mick Ronson, Trevor Bolder e Mick Woodmansey. A música é geralmente interpretada como alusão ao ícone do glam rock e vocalista da banda T. Rex, Marc Bolan. A versão demo original foi intitulada "He Was Alright (A Song for Marc)".

## Composição e gravação

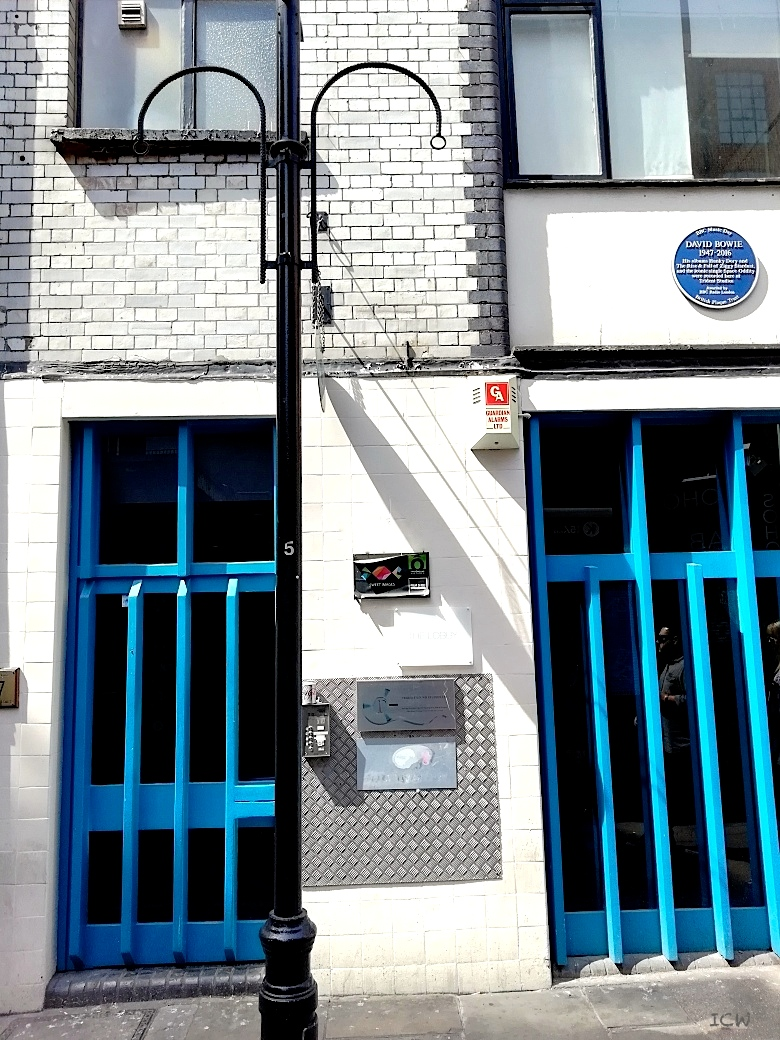
The former Trident Studios building at St Anne's Court, Soho, London, 2018, with the David Bowie Blue Plaque

Bowie gravou "Lady Stardust" em 12 de novembro de 1971 no Trident Studios em Londres para inclusão em The Rise and Fall of Ziggy Stardust and The Spiders from Mars. Também foram gravados neste dia "Soul Love", "Moonage Daydream" e uma regravação da faixa "The Man Who Sold the World" e "The Supermen".

## Versão ao vivo
- Bowie tocou a música no programa da BBC, Sounds of the 70s com o radialista britânico Bob Harris em 23 de maio de 1972. Foi transmitido em 19 de junho de 1972 e em 2000 foi lançado no álbum Bowie at the Beeb.[9][10]

## Músicos
Para a gravação da músicas estavam presentes os músicos: 
- David Bowie – Vocal, violão
- Mick Ronson – Piano, vocal de apoio
- Trevor Bolder – Baixo
- Mick Woodmansey – Bateria

## Outros lançamentos
- A versão demo original da música, gravada em março de 1971, foi lançada como faixa bônus no CD lançado pela gravadora Rykodisc, "Ziggy Stardust", em 1990.[11] A versão demo também apareceu no disco comemorativo "Ziggy Stardust - 30th Anniversary Reissue" em 2002.[12]

- A música apareceu na coletânea russa "Starman" em 1989.[13]

## Covers
- O cantor brasileiro, Seu Jorge regravou Lady Stardust em seu álbum The Life Aquatic Studio Sessions de 2005.[14][15]
- Em 2010, o guitarrista britânico Midge Ure regravou Lady Stardust  no disco 10.[16][17]